# Manihot triloba
Manihot triloba là một loài thực vật có hoa trong họ Đại kích. Loài này được (Sessé) McVaugh ex Miranda mô tả khoa học đầu tiên năm 1965.